# Scopula plionocentra
Scopula plionocentra är en fjärilsart som beskrevs av Louis Beethoven Prout 1920. Scopula plionocentra ingår i släktet Scopula och familjen mätare. Inga underarter finns listade.